# Oenone Wood
Oenone Wood (nascida em 24 de setembro de 1980) é uma ex-ciclista de estrada australiana que competiu representando a Austrália nos Jogos Olímpicos de Verão de 2004 e de 2008, obtendo melhor desempenho em 2004 ao terminar em quarto e sexto lugar, respectivamente, competindo na prova de estrada e no contrarrelógio, ambos individual.